# Vůz Apee148, 144, 141, 139 ČD
Vozy řady Apee148, číslované v intervalu 51 54 10-70, v 90. letech označené Ahee a vozy řad Apee144, Apee141 a Apee139, shodně číslované v intervalu 61 54 10-70, jsou příbuznými řadami osobních vozů z vozového parku Českých drah. Všechny vozy Apee148 (001–010) vznikly přestavbou čtyř vozů B a šesti vozů Bh, kterou provedlo konsorcium firem MOVO Plzeň a DVJ Dunakeszi. Všechny vozy Apee148 byly postupně modernizovány přes řady Apee144 a Apee141 na řadu Apee139.

## Vznik řady
V půlce 90. let si České dráhy objednaly u DVJ Dunakeszi a MOVO Plzeň modernizaci 100 starších vozů, ze kterých měly vzniknout vozy vhodné pro vlaky vyšších kategorií.
Všechny vozy určené k modernizaci byly nejdříve přistaveny do DVJ Dunakeszi, kde byly odstrojeny, byla opravena skříň, byla zlepšena hluková i tepelná izolace, vyrobeny nové bočnice a zmodernizován podvozek včetně výměny špalíkových brzd za kotoučové. Poté byly vozy převezeny do plzeňského MOVO, kde byly dosazeny interiérové prvky. Obložení interiéru vyrobila firma DVJ Dunakeszi, sedačky španělská společnost Temoinsa.
Vozy Apee148 byly zrekonstruované v letech 1996–1997. První zkušební jízdy proběhly na trati Györ – Magyarmosonóvár. Po zprovoznění topení, což se neobešlo bez problémů, byl prototypový vůz 12. března 1996 převezen na Železniční zkušební okruh Cerhenice, kde byl podroben dalším zkouškám.
Zbylých 90 vozů bylo zrekonstruováno na 15 oddílových vozů první třídy Aee147, 35 velkoprostorových vozů druhé třídy Bpee247 a 40 oddílových vozů druhé třídy Bee246.

## Technické informace
Jsou to vozy typu UIC-Y o délce 24 500 mm s nejvyšší povolenou rychlostí 160 km/h. Vozy mají zmodernizované podvozky Görlitz V, neoficiálně označované jako Görlitz/Dunakeszi. Brzdová soustava je tvořena tlakovzdušnými kotoučovými brzdami DAKO s dvěma kotouči na každé nápravě.
Vozy mají dva páry jednokřídlých předsuvných nástupních dveří ovládaných tlačítky. Mezivozové přechodové dveře jsou dvoukřídlé, posuvné do stran a ovládané pomocí madel. Oddílové dveře jsou jednokřídlé, posuvné a ovládané tlačítky. Vozy mají v horní třetině výklopná okna.
Při modernizaci proběhla kompletní obnova interiéru včetně toalet. Ve vozech jsou dva velkoprostorové oddíly oddělené skleněnou přepážkou. Jeden z oddílů se skládá ze tří fiktivních oddílů a druhý ze sedmi. Ve vozech je celkem 60 polohovatelných sedaček v příčném uspořádání 2 + 1. Většina sedaček je umístěna za sebou. U sedaček za sebou jsou cestujícím k dispozici malé výklopné stolky, u sedaček proti sobě pak větší pevné stolky. Vozy Apee148 a Apee144 měly modrý potah sedaček, vozy Apee141 mají červený potah a vozy Apee139 šedý dle návrhu studia Najbrt. Pro informování cestujících je ve vozech nainstalováno rozhlasové zařízení. Vozy Apee139 mají kompletní audio-vizuální informační systém včetně diodových displejů.
Do vozů byl při rekonstrukci dosazen centrální zdroj energie pro napájení elektrických zařízení, například osvětlení. Palubní elektrická síť vozů má jmenovité napětí 24 V, a pro pokrytí výpadků napájení z lokomotivy jsou vybaveny akumulátory Hoppecke o kapacitě 375 Ah. Provozní osvětlení je realizováno zářivkami, nouzové žárovkami. Vytápění je jednokanálové teplovzdušné, skládá se z elektrických topnic a větráků, které rozhánějí ohřátý vzduch po voze. Vozy jsou určeny pro provoz ve středoevropském podnebí s teplotami od −30 °C do +40 °C a nadmořskou výškou do 1 500 m n. m.
Vozy Apee148 a Apee144 měly nátěr přes okna zelený, pod okny bílý a střecha byla šedá. Vozy Apee141 mají nátěr přes okna červený, pod okny bílý a střecha je šedá. Některé vozy Apee141 byly později přelakovány do modro-bílého korporátním designu Českých drah od studia Najbrt. Vozy Apee139 se lakují výhradně do nátěru dle studia Najbrt.

## Další modernizace
Vozy při první modernizaci neobdržely klimatizaci ani toalety s uzavřeným odpadním systémem, ačkoli u vozů jiných železničních správ již tou dobou bylo oboje běžné. Proto proběhly další modernizace těchto vozů.
V letech 2006 byla v MOVO Plzeň do dvou vozů Apee148 doplněna klimatizace, čímž vznikla řada Apee144. Rekonstrukce byla financována formou zpětného leasingu od firmy ING Lease.
V roce 2008 bylo v MOVO Plzeň zmodernizováno pět vozů řady Apee148 na řadu Apee141. Do vozů byly dosazeny kromě klimatizace i vakuová WC, odsávač teplého vzduchu a zásuvky 230 V. Došlo k přečalounění sedaček a vozy obdržely nový červeno-bílý nátěr. Pro získání finančních prostředků byl opět použit zpětný leasing od společnost ING Lease.
V rozmezí let 2011–2012 byly opět v MOVO Plzeň zmodernizovány zbývající tři vozy řady Apee148 a oba vozy řady Apee144 na řadu Apee139. Vozy kromě klimatizace, vakuových WC a zásuvek 230 V dostaly i nový audio-vizuální informační systém. I tato modernizace byla financována zpětným leasingem od firmy ING Lease. V roce 2013 proběhla v Pars nova Šumperk úprava všech vozů Apee141 na Apee139.
V roce 2012 byly do vozů Apee139 č. 003 a 005 dosazeny přístupové body standardu Wi-Fi pro přístup cestujících k internetu. Na skříně těchto vozů byly zároveň aplikovány polepy s nápisem „D1 Express“, na kterých byly na začátku provozu těchto spojů nasazeny. Zároveň byly do vozů doplněny i některé prvky, např. podhlavníky, s logy tohoto projektu.
V roce 2016 došlo u všech vozů k výměně sedaček, které byly vyzískány z vozů řady Ampz143.

## Provoz
EuroCity
Ex2 (Valašský expres) Praha - Kolín - Pardubice - Olomouc - Vsetín - Púchov
Rychlík
R18 (Slovácký/Zlínský expres/Přerovský Zubr) Praha - Olomouc - Přerov - Otrokovice - Luhačovice/Zlín/Veselí n. M.